# (10290) Kettering
(10290) Kettering est un astéroïde de la ceinture principale.

## Description
(10290) Kettering est un astéroïde de la ceinture principale. Il fut découvert le 17 septembre 1985 à Harvard par l'observatoire Oak Ridge. Il présente une orbite caractérisée par un demi-grand axe de 2,39 UA, une excentricité de 0,20 et une inclinaison de 2,9° par rapport à l'écliptique.

## Compléments